# 伊戈尔·利加乔夫
叶戈尔·库兹米奇·利加乔夫（俄语：Егор Кузьмич Лигачёв；1920年11月29日—2021年5月7日），前苏联政治家。

## 生平
1920年，生于托木斯克省丘雷姆区杜宾基诺村农民家庭。1943年，毕业于莫斯科奥尔忠尼启则航空学院，同年在新西伯利亚契卡洛夫航空工厂当工艺工程师、厂技术科组长。1944年，加入苏联共产党，任共青团新西伯利亚州捷尔任斯基区委第一书记、州委书记、州委第一书记。1949年，任苏共新西伯利亚市委宣讲员、部长、州委部长、州文化局局长、州苏维埃执行委员会副主席、区委第一书记。1951年，毕业于联共中央高级党校。
1959年，任苏共新西伯利亚州委书记。1961年，任苏共中央秘书长、宣传部副部长。1965年，任苏共托木斯克州委第一书记。1966年，为苏共中央候补委员。1976年，为苏共中央委员。1983年，任苏共中央组织党务工作部部长。1983年，为苏共中央书记处成员。1985年，为苏共中央政治局委员。1988年，任苏共中央农业政策委员会主席。1990年，退休。1999年—2003年，俄罗斯联邦国家杜马议员。

## 著作
《利加乔夫选集》
《戈尔巴乔夫之谜》ISBN 9787206016585
《警示》ISBN 9787801154385